# Chloroclystis semilineata
Chloroclystis semilineata là một loài bướm đêm trong họ Geometridae.